# Canottaggio ai Giochi della XXVIII Olimpiade - 4 senza pesi leggeri
La gara di 4 senza maschile dei Giochi della XXVIII Olimpiade si è svolta tra il 15 e il 22 agosto 2004.

## Batterie
Hanno partecipato alle batterie di qualificazione 13 equipaggi, suddivisi in 3 batterie: i primi tre di ogni batteria sono passati direttamente alle semifinali, mentre gli altri hanno effettuato i ripescaggi.
15 agosto 2004
| Posizione | Paese               | Atleta                                                                | Tempo      |
| --------- | ------------------- | --------------------------------------------------------------------- | ---------- |
| 1         | Canada              | Iain Brambell, Jonathan Mandick, Gavin Hassett e Jon Beare            | 5'51"18 SF |
| 2         | Paesi Bassi         | Gerard van Der Linden, Ivo Snijders, Karel Dormans e Joeri de Groot   | 5'52"52 SF |
| 3         | Austria             | Juliusz Madecki, Sebastien Sageder, Bernd Wakolbinger e Wolfgang Sigl | 5'54"07 SF |
| 4         | Serbia e Montenegro | Veljko Urošević, Nenad Babović, Goran Nedeljković e Miloš Tomić       | 5'56"12 R  |
| 5         | Spagna              | Mario Arranz, Jesús González, Carlos Loriente e Alberto Domínguez     | 6'11"70 R  |

| Posizione | Paese         | Atleta                                                                      | Tempo      |
| --------- | ------------- | --------------------------------------------------------------------------- | ---------- |
| 1         | Danimarca     | Thor Kristensen, Thomas Ebert, Stephan Mølvig e Eskild Ebbesen              | 5'50"72 SF |
| 2         | Italia        | Lorenzo Bertini, Catello Amarante I, Salvatore Amitrano e Bruno Mascarenhas | 5'52"17 SF |
| 3         | Germania      | Martin Müller-Falcke, Axel Schuster, Stefan Locher e Andreas Bech           | 5'52"68 SF |
| 4         | Gran Bretagna | Mike Hennessy, Tim Male, Nick English e Mark Hunter                         | 6'05"57 R  |

| Posizione | Paese       | Atleta                                                               | Tempo      |
| --------- | ----------- | -------------------------------------------------------------------- | ---------- |
| 1         | Australia   | Glen Loftus, Anthony Edwards, Ben Cureton e Simon Burgess            | 5'50"24 SF |
| 2         | Irlanda     | Richard Archibald, Eugene Coakley, Niall O'Toole e Paul Griffin      | 5'52"54 SF |
| 3         | Stati Uniti | Pat Todd, Matt Smith, Paul Teti e Steve Warner                       | 5'54"68 SF |
| 4         | Russia      | Sergej Burkeev, Valerij Saryčev, Aleksandr Savkin e Aleksandr Zjuzin | 5'55"67 R  |

## Ripescaggi
I primi 3 equipaggi si sono qualificati per le semifinali.
17 agosto
| Posizione | Paese               | Atleta                                                               | Tempo      |
| --------- | ------------------- | -------------------------------------------------------------------- | ---------- |
| 1         | Russia              | Sergej Burkeev, Valerij Saryčev, Aleksandr Savkin e Aleksandr Zjuzin | 5'52"87 SF |
| 2         | Serbia e Montenegro | Veljko Urošević, Nenad Babović, Goran Nedeljković e Miloš Tomić      | 5'54"27 SF |
| 3         | Spagna              | Mario Arranz, Jesús González, Carlos Loriente e Alberto Domínguez    | 5'56"15 SF |
| 4         | Gran Bretagna       | Mike Hennessy, Tim Male, Nick English e Mark Hunter                  | 5'58"80    |

## Semifinali
I primi tre equipaggi delle semifinali si sono qualificati per la finale A, gli altri hanno invece disputato la finale B.
19 agosto 2004
| Posizione | Paese               | Atleta                                                                      | Tempo      |
| --------- | ------------------- | --------------------------------------------------------------------------- | ---------- |
| 1         | Italia              | Lorenzo Bertini, Catello Amarante I, Salvatore Amitrano e Bruno Mascarenhas | 5'55"02 FA |
| 2         | Australia           | Glen Loftus, Anthony Edwards, Ben Cureton e Simon Burgess                   | 5'55"22 FA |
| 3         | Canada              | Iain Brambell, Jonathan Mandick, Gavin Hassett e Jon Beare                  | 5'57"44 FA |
| 4         | Austria             | Juliusz Madecki, Sebastien Sageder, Bernd Wakolbinger e Wolfgang Sigl       | 5'58"73 FB |
| 5         | Serbia e Montenegro | Veljko Urošević, Nenad Babović, Goran Nedeljković e Miloš Tomić             | 6'00"07 FB |
| 6         | Stati Uniti         | Pat Todd, Matt Smith, Paul Teti e Steve Warner                              | 6'01"84 FB |

| Posizione | Paese       | Atleta                                                               | Tempo      |
| --------- | ----------- | -------------------------------------------------------------------- | ---------- |
| 1         | Danimarca   | Thor Kristensen, Thomas Ebert, Stephan Mølvig e Eskild Ebbesen       | 5'55"85FA  |
| 2         | Paesi Bassi | Gerard van Der Linden, Ivo Snijders, Karel Dormans e Joeri de Groot  | 5'57"47 FA |
| 3         | Irlanda     | Richard Archibald, Eugene Coakley, Niall O'Toole e Paul Griffin      | 5'58"89 FA |
| 4         | Russia      | Sergej Burkeev, Valerij Saryčev, Aleksandr Savkin e Aleksandr Zjuzin | 5'59"75 FB |
| 5         | Germania    | Martin Müller-Falcke, Axel Schuster, Stefan Locher e Andreas Bech    | 6'03"08 FB |
| 6         | Spagna      | Mario Arranz, Jesús González, Carlos Loriente e Alberto Domínguez    | 6'07"01 FB |

## Finali
22 agosto 2004
| Posizione | Paese       | Atleta                                                                      | Tempo   |
| --------- | ----------- | --------------------------------------------------------------------------- | ------- |
|           | Danimarca   | Thor Kristensen, Thomas Ebert, Stephan Mølvig e Eskild Ebbesen              | 5'56"85 |
|           | Australia   | Glen Loftus, Anthony Edwards, Ben Cureton e Simon Burgess                   | 5'57"43 |
|           | Italia      | Lorenzo Bertini, Catello Amarante I, Salvatore Amitrano e Bruno Mascarenhas | 5'58"87 |
| 4         | Paesi Bassi | Gerard van Der Linden, Ivo Snijders, Karel Dormans e Joeri de Groot         | 5'58"94 |
| 5         | Canada      | Iain Brambell, Jonathan Mandick, Gavin Hassett e Jon Beare                  | 6'07"04 |
| 6         | Irlanda     | Richard Archibald, Eugene Coakley, Niall O'Toole e Paul Griffin             | 6'09"33 |

21 agosto 2004
| Posizione | Paese               | Atleta                                                                | Tempo   |
| --------- | ------------------- | --------------------------------------------------------------------- | ------- |
| 1         | Serbia e Montenegro | Veljko Urošević, Nenad Babović, Goran Nedeljković e Miloš Tomić       | 6'19.00 |
| 2         | Russia              | Sergej Burkeev, Valerij Saryčev, Aleksandr Savkin e Aleksandr Zjuzin  | 6'20.64 |
| 3         | Stati Uniti         | Pat Todd, Matt Smith, Paul Teti e Steve Warner                        | 6'22.24 |
| 4         | Austria             | Juliusz Madecki, Sebastien Sageder, Bernd Wakolbinger e Wolfgang Sigl | 6'22.85 |
| 5         | Germania            | Martin Müller-Falcke, Axel Schuster, Stefan Locher e Andreas Bech     | 6'23.28 |
| 6         | Spagna              | Mario Arranz, Jesús González, Carlos Loriente e Alberto Domínguez     | 6'26.15 |